# John Lowe's Ultimate Darts
John Lowe's Ultimate Darts is een computerspel voor diverse platforms. Het spel werd uitgebracht in 1989. De naam verwijst naar de Britse darter John Lowe. Met het spel kan de speler darten. Het spel werd geprogrammeerd door Mike Partington.

## Platforms
- Amiga (1989)
- Atari ST (1989)
- Commodore 64 (1989)

## Ontvangst
| Beoordeeld door | Platform | Datum          | Score |
| --------------- | -------- | -------------- | ----- |
| Amiga Joker     | Amiga    | december 1989  | 77%   |
| CU Amiga        | Amiga    | september 1991 | 70%   |
| ST Action       | Atari ST | januari 1990   | 61%   |
| Amiga Format    | Amiga    | augustus 1991  | 55%   |